# Heinrich Brüning
Heinrich Brüning (26. listopadu 1885, Münster – 30. března 1970, Norwich, Vermont) byl německý politik strany Centrum, v období od 30. března 1930 do 30. května 1932 říšský kancléř.

## Politika
V roce 1928, již jako předseda konzervativně-nacionálně-katolické frakce v říšském sněmu, podporoval Müllerovu druhou vládu, která vládla ve formě velké koalice (SPD, DVP, DDP, Centrum a BVP). Ta se však roku 1930 rozpadla
Brüning byl posledním kancléřem Výmarské republiky, jehož vláda měla demokratické základy. Jeho tzv. „Brüningův systém“ se opíral o tzv. „nouzové nařízení“ („Notverordnung“, též „článek 48“) říšského prezidenta Paul von Hindenburga, které tak nahradilo stávající legislativu říšského sněmu, jelikož prezidentu umožňovalo v určitých případech schvalovat některá nařízení bez souhlasu říšského sněmu.
V květnu 1932 Brüning ve funkci kancléře skončil, jelikož jeho vláda byla prakticky neustále odkázána na toleranci opoziční SPD ve sněmu. Ještě krátce předtím se též Brüning úspěšně zasadil o Hindenburgovo znovuzvolení do funkce prezidenta. Jedním z jeho cílů bylo skoncovat s německým závazkem o plnění válečných reparací, ten byl dosažen až krátce po jeho odstoupení.
Brüning nebyl v důsledku úsporných opatření jako kancléř oblíbený. Jeho podpora utrpěla také tím, že svým systémem „nouzových nařízení“ přispěl k oslabení parlamentarismu v tehdejším Německu.
Jeho postoje vůči nacionalistům v čele s Adolfem Hitlerem nebyly zcela jasné. Ve své pravicové koalici se pohyboval mezi bojem s nacionalisty a jejich podporou. V březnu 1933 souhlasil se schválením tzv. „Zmocňovacího zákona“, díky němuž se dostal k moci Adolf Hitler.
V roce 1934 utekl před nacisty z Německa, zbytek svého života strávil především v USA, kde přednášel na univerzitě.
Rozruch[zdroj?] vzbudilo posmrtné vydání jeho vzpomínek v roce 1970. V nich se potvrzuje[zdroj?], že v roce 1932 chtěl zřídit parlamentní monarchii po anglickém vzoru a proto chtěl zamezit nacionalismu. Historikové v tomto vidí však pouhý alibismus, jelikož pro to v dobových dokumentech není žádný důkaz. Nicméně o uvedených úmyslech a snahách Heinricha Brüninga se zmiňuje i Winston Churchill v díle Druhá světová válka.